# Raffaele Mautone
Raffaele Mautone (Marigliano, 24 gennaio 1959) è un politico italiano.

## Biografia
Vive a Marigliano; si è laureato in medicina e chirurgia all'Università di Napoli Federico II, di professione è pediatra di base.

### Elezione a senatore
Alle elezioni politiche del 2018 viene eletto al Senato della Repubblica nel collegio uninominale di Casoria, sostenuto dal Movimento 5 Stelle.
Il 22 giugno abbandona il Movimento iscrivendosi a Insieme per il futuro, soggetto nato da una scissione guidata dal ministro Luigi Di Maio.